# Vancouver Rugby Union
La  Vancouver Rugby Union (VRU), ou fédération de rugby à XV de Vancouver, est un comité de rugby à XV canadienne dépendant de la British Columbia Rugby Union. 
Elle administre la pratique du rugby à XV dans la région de Vancouver et son agglomération, en Colombie-Britannique, province du Canada. La VRU compte 20 clubs. 

## Liste des clubs
- Bayside RFC
- Britannia Lions RFC
- Burnaby Lake Rugby Club
- Capilano RFC
- Gibsons RAC
- Justice RFC
- Kats RFC
- Meraloma Club Rugby
- Rogues RFC
- Scribes RFC
- Seattle RFC
- SFU Clansmen/Mountain Oldboys
- Thompson Rivers University Barbarians RFC
- UBC Law RFC
- UBCOB Ravens RFC
- United Rugby Club
- University of British Columbia RFC
- University of British Columbia--équipe féminine
- Vancouver Rowing Club RFC